# Hapag-Lloyd
Hapag-Lloyd is een Duitse containerrederij, die gevestigd is in Hamburg. Het was in januari 2024 de op vier na grootste containerrederij ter wereld.

## Activiteiten
Per jaarultimo 2024 bestond de vloot uit 299 schepen, waarvan 131 in eigendom. De totale capaciteit was 2.346.000 TEU ofwel gemiddeld 7800 TEU per schip. In 2024 vervoerde de rederij 12,5 miljoen containers voor bijna 30.000 klanten. Er werkten ongeveer 14.000 mensen voor de rederij waarvan circa 1350 varen op de schepen.
Begin 2025 is Hapag-Lloyd uit THE Alliance getreden en werkt vanaf februari 2025 samen met containerrederij Maersk in een nieuwe alliantie onder de naam 'Gemini'.
In 2024 lag het brandstofverbruik van de vloot op 4,7 miljoen ton stookolie, waarvan veruit het grootste deel laag zwavelig (<0,5%). Dit was 0,7 miljoen ton meer dan in 2023 mede veroorzaakt door problemen in de Rode Zee waardoor de schepen moesten omvaren. Het brandstofverbruik lag op 0,33 ton/TEU in 2023 en dit steeg naar 0,38 ton/TEU in 2024. Hapag-Lloyd heeft als doel gesteld de CO2-uitstoot van de vloot in de periode 2019 tot 2030 te reduceren met 30% en streeft klimaatneutraal te zijn in 2045. Nieuwe containerschepen krijgen dual-fuel motoren, geschikt voor stookolie en vloeibaar aardgas (lng), waardoor de emissie van CO2 met 15% à 25% afneemt.
Hapag-Lloyg heeft verder eigen containerterminals, die vanaf 1 juli 2024 werken onder de merknaam Hanseatic Global Terminals (HGT). HGT had in 2024 belangen in 23 terminals in 11 landen op vijf continenten. In vijf van deze termials had Hapag-Lloyd een meerderheidsbelang. De ambitie is dit netwerk uit te breiden naar meer dan 30 terminals in 2030. In 2024 behaalden de terminals een omzet van € 400 miljoen met 2900 medewerkers. 

### Resultaten
In de onderstaande tabel staat een overzicht van de vervoersprestaties van Hapag-Lloyd en de belangrijkste financiële resultaten sinds 2010. De extreme winstsprong in 2021 was een gevolg van een stijging van de gemiddelde containertarieven met 80% van US$ 1115/TEU naar 2003/TEU in 2021. In 2022 stegen de tarieven verder naar US$ 2861/TEU hetgeen resulteerde in een recordwinst.
| Jaar | Aantal schepen (per jaareinde) | Totale capaciteit (×1000 TEU) | Vervoerde containers (×1000 TEU) | Omzet         | Nettoresultaat |
| Jaar | Aantal schepen (per jaareinde) | Totale capaciteit (×1000 TEU) | Vervoerde containers (×1000 TEU) | (× € miljoen) | (× € miljoen)  |
| ---- | ------------------------------ | ----------------------------- | -------------------------------- | ------------- | -------------- |
| 2010 | 137                            | 605                           | 4947                             | 6204          | 428            |
| 2011 | 149                            | 679                           | 5198                             | 6103          | –29            |
| 2012 | 144                            | 670                           | 5255                             | 6844          | –128           |
| 2013 | 151                            | 730                           | 5496                             | 6567          | –97            |
| 2014 | 191                            | 1009                          | 5907                             | 6808          | –604           |
| 2015 | 177                            | 966                           | 7401                             | 8842          | 114            |
| 2016 | 166                            | 963                           | 7599                             | 7734          | –93            |
| 2017 | 219                            | 1573                          | 9803                             | 9973          | 32             |
| 2018 | 227                            | 1643                          | 11.874                           | 11.515        | 46             |
| 2019 | 239                            | 1707                          | 12.037                           | 12.608        | 373            |
| 2020 | 237                            | 1719                          | 11.838                           | 12.772        | 935            |
| 2021 | 253                            | 1769                          | 11.872                           | 22.274        | 9085           |
| 2022 | 251                            | 1797                          | 11.843                           | 35.543        | 17.043         |
| 2023 | 266                            | 1972                          | 11.907                           | 17.930        | 2951           |
| 2024 | 299                            | 2346                          | 12.467                           | 19.112        | 2392           |

## Geschiedenis
Hapag-Lloyd werd gevormd in 1970 als fusie van de twee grootste Duitse rederijen, de Hamburg-Amerikanische Packetfahrt-Actien-Gesellschaft (HAPAG) (Hamburg-America Line), opgericht in 1847 in Hamburg, en de Norddeutscher Lloyd (NDL), opgericht in 1857 in Bremen.
Het bedrijf werd in 1998 verworven door TUI AG en werd een volledige dochteronderneming in 2002.
Op 21 augustus 2005 ging TUI AG akkoord met de overname van het Canadese CP Ships voor een bedrag van € 1,7 miljard (US$ 2 miljard) in cash. De deal werd goedgekeurd door de directies van beide partijen. De vloot bestond toen uit 139 schepen en verder nog 17 schepen in bestelling. Het werd de op vier na grootste containerrederij ter wereld met een capaciteit van ongeveer 400.000 TEU. Over 2004 behaalden beide partijen een totale omzet van ongeveer US$ 7,0 miljard.
In december 2012 raakten Hapag-Lloyd en Hamburg Süd opnieuw in gesprek over een eventuele fusie. In 2010 spraken beide rederijen hier ook al over, maar zonder resultaat. De Dr. Oetker groep, waartoe Hamburg Süd behoort, nam geen genoegen met een minderheidsaandeel in een combinatie. Hapag-Lloyd beheerde in 2012 een vloot van 140 containerschepen met een totale capaciteit van 634.000 TEU. Hamburg Süd stond op de wereldwijde ranglijst van containerrederijen op een twaalfde plaats met een vloot van 102 schepen en een capaciteit van 417.000 TEU. Een combinatie zou op een vierde plaats komen te staan na Maersk, MSC en CMA CGM. Hapag-Lloyd is vooral op oostwest-routes aanwezig, terwijl Hamburg Süd vooral in het noordzuid-verkeer is gespecialiseerd. Ook deze keer liepen de gesprekken op niets uit.
In april 2014 nam Hapag-Lloyd de Chileense containerrederij Compañía Sud Americana de Vapores (CSAV) over. CSAV krijgt 30% van de aandelen in de nieuwe rederij. De gezamenlijke vloot bestaat uit 200 schepen met een totale capaciteit van één miljoen TEU. Per jaar worden 7,5 miljoen TEU vervoerd. De totale omzet van Hapag-Lloyd/CSAV bedraagt € 9 miljard. Het hoofdkantoor blijft in Hamburg, maar in Chili komt een regionaal kantoor voor het Latijns-Amerikaanse vervoer. Deze transactie werd in december 2014 geëffectueerd.
In mei 2017 fuseerde de rederij met United Arab Shipping Company (UASC). Hapag-Lloyd kreeg 72% van de aandelen en UASC de resterende 28%. De nieuwe combinatie begint met een vlootcapaciteit van 1,6 miljoen TEU, dit komt overeen met een wereldmarktaandeel van 7%, en wordt de op vier na grootste containerreder ter wereld. UASC heeft net een groot investeringsprogramma achter de rug en heeft de vloot vernieuwd met zes schepen met elk een capaciteit van 18.800 TEU. In november 2016 keurde de Europese Commissie de fusie goed onder bepaalde voorwaarden. De fusie was op 24 mei 2017 een feit.
In juli 2021 werd de overname afgerond van het Nederlandse scheepvaartbedrijf NileDutch. NileDutch is veel kleiner dan Hapag-Lloyd, maar is gespecialiseerd op het vervoer in containers van en naar West Afrika. Er werken zo'n 320 personen die allemaal zijn overgegaan naar Hapag-Lloyd. Op het moment van de overname onderhield NileDutch zeven diensten, had het een capaciteit van 35.000 TEU en beschikte over 80.000 containers van hetzelfde formaat. Per jaareinde 2021 zijn de voormalige NileDutch diensten geïntegreerd in die van Hapag-Lloyd.
In 2020 en 2021 plaatste Hapag Lloyd twee orders voor in totaal twaalf nieuwe grote containerschepen. Daewoo Shipbuilding & Marine Engineering bouwt de schepen elk met een capaciteit van 23.660 TEU. De schepen komen tussen juni 2023 en april 2025 in de vaart. Deze orders hebben een totale waarde van US$ 2 miljard. De scheepsmotoren zijn geschikt voor vloeibaar aardgas of conventionele stookolie als brandstof. In oktober 2023 werd het eerste schip van de Hamburg Express-klasse gedoopt. De Berlin Express is 399 meter lang en heeft een capaciteit van 23.664 TEU en is daarmee het grootste containerschip van de rederij én dat vaart onder Duitse vlag.
Vanaf 1 april 2017 tot februari 2025 werkte Hapag-Lloyd samen in THE Alliance. De drie andere partners in dit consortium waren de Japanse containerrederij Ocean Network Express (ONE), Hyundai Merchant Marine (Zuid-Korea) en Yang Ming Marine Transport Corporation uit Taiwan. In januari 2024 sloot het bedrijf een samenwerkingsovereenkomst met Maersk. De twee werken samen in de containervaart met 57 diensten.
In 2024 plaatste Hapag-Lloyd twee bestellingen voor in totaal 24 containerschepen. De capaciteit voor deze schepen is 312.000 TEU. Inclusief eerdere orders had het 28 nieuwbouwopdrachten uitstaan met een capaciteit van 407.000 TEU per 31 december 2024.

## Aandeelhouders
Voor de transactie met CSAV en de beursgang waren de belangrijkste aandeelhouders de stad Hamburg met 36,9% van de aandelen, Kühne Maritime (28,2%), TUI AG (22%) en Signal Iduna (5,3%). De onderneming was toen nog niet beursgenoteerd.
In juli 2015 begonnen de voorbereidingen van een beursgang. De verkoop van aandelen moest helpen de hoge schuld van € 3,45 miljard deels af te lossen. In november ging een vijfde van de aandelen naar de beurs. TUI, met 14% van de aandelen, was een van de verkopers. Vanaf 6 november 2015 zijn de aandelen beursgenoteerd. De belangstelling viel tegen en minder aandelen dan gepland werden geplaatst. Hapag-Lloyd plaatste 13,2 miljoen aandelen en ontving hiervoor zo'n US$ 300 miljoen en TUI heeft bijna geen aandelen kunnen verkopen.
Per 31 december 2016 waren de belangrijkste aandeelhouders: CSAV met 31,4% van de aandelen, de stad Hamburg (20,6%), Kühne Maritime (20,2%), TUI AG (12,3%) en free float (15,5%). Na de transactie met UASC wijzigde de aandeelhoudersstructuur als volgt: CSAV met een aandelenbelang van 25,5%, de stad Hamburg (13,9%), Kühne Maritime (20,5%), Qatar Investment Office (14,5%), investment office van Saoedi-Arabië (10,2%) en free float (15,4%).
Per 31 december 2024 was de free float nog maar 3,6%, CSAV en Kühne hadden allebei een aandelenbelang van 30% terwijl de drie overige grootaandeelhouders tezamen 36,4% van de aandelen in handen hebben.

## Bekende schepen
- München (gezonken in 1978)
- Colombo Express